# Partido Comunista de Ucrania Occidental
El Partido Comunista de Ucrania Occidental (en polaco: Komunistyczna Partia Zachodniej Ukrainy, abreviado como KPZU; en ucraniano: Комуністична партія Західної України, abreviado como КПЗУ) fue un partido político que existió en el este de la Segunda República polaca. El partido estuvo activo en el territorio de Ucrania occidental, siendo fundado en 1919, con el nombre de Partido Comunista de Galicia Oriental (en polaco: Komunistyczna Partia Wschodniej Galicji), hasta que en 1923 fue renombrado. 

## Historia
El partido se constituyó en 1923 a partir de la transformación del Partido Comunista de Galicia Oriental y en 1924 se fusionó con el Partido Socialdemócrata Ucraniano (PSDU). A través de organizaciones legales, el PCUC participó en las elecciones y tuvo su propia representación en la Dieta polaca: el Club USDP (1924), la Fracción Comunista Polaca (1924-1927), el Selrobu-Unity Club (1928-1930). El partido buscaba la transferencia de las provincias orientales de Polonia a la Unión Soviética. Como esto constituía alta traición, el partido fue ilegalizado por las autoridades polacas.
El partido fue más influyente durante la era de la Nueva Política Económica en la Unión Soviética, y la ucranización en la Ucrania soviética. Su influencia se desvaneció en la década de 1930 debido al régimen de Stalin en la URSS y la ejecución de sus políticas en Ucrania por parte de Pável Póstishev y Lázar Kaganóvich. En ocasiones, el Partido Comunista de Ucrania Occidental se dividió en diferentes facciones: la prosoviética y la más independiente. En 1927, la mayoría del Comité Central del PCUO apoyó a la facción "nacionalista" de Oleksandr Shumskí en el Partido Comunista de la República Socialista Soviética de Ucrania. En consecuencia, Kaganóvich, que era secretario general del partido, acusó a los comunistas de Ucrania occidental de traición. El 18 de febrero de 1928, el sector mayoritario y nacionalista del PCUO, liderado por Iván Krilik y Román Turianski, fue expulsado de la Internacional Comunista. A finales de 1928, el PCUO se disolvió y sus dirigentes, que expresaron pesar por sus "errores", fueron a la URSS, donde más tarde fueron reprimidos. La minoría prosoviética continuó como PCUO.
Durante la Guerra civil española, el Partido Comunista de Ucrania Occidental expresó el apoyo general a la Segunda República en el Congreso antifascista de Leópolis. El 20 de septiembre de 1936, en Leópolis, se celebró una concentración de miles de trabajadores de la construcción, que declararon su solidaridad con el pueblo español y luego, el 3 de octubre de 1936, se realizó una velada de la poesía obrera, donde se presentó la obra "La revolución en España". Sólo en septiembre-diciembre de 1936 se recaudaron 45 mil zlotys en Galitzia para la Repúblico. Algunos miembros del partido fueron a luchar a España cruzando la frontera polaco-checoslovaca y creando la Compañía interbrigadista ucraniana Tarás Shevchenko.
En 1938, el Comité Ejecutivo de la Internacional Comunista decidió disolver el Partido Comunista Polaco (junto con los partidos comunistas de Bielorrusia Occidental y Ucrania Occidental) bajo acusaciones de que la dirección de esos partidos había sido asumida por "agentes fascistas". Casi todos los miembros del PCUO que se encontraban en la Unión Soviética en ese momento fueron reprimidos y los que permanecieron en Ucrania occidental fueron reprimidos más tarde en 1939, tras la invasión soviética de Polonia. En la segunda mitad de la década de 1940, los miembros del antiguo PCUO que permanecieron en Leópolis también participaron en la lucha contra el movimiento nacionalista ucraniano. El partido fue rehabilitado en 1956.

## Organización
Según el historiador Timothy Snyder, el Partido Comunista de Ucrania Occidental era una organización ilegal y conspirativa en la Galitzia y Volinia de entreguerras. Tenía una membresía formal pequeña, pero tenía una gran influencia a través de organizaciones fachada. Su membresía era mayoritariamente de ucranianos étnicos en el medio rural y de judíos en las ciudades.

## Miembros notables
- Yuri Velykanovych, periodista y brigadista participante en la Guerra civil española.
- Oleksandr Havryliuk, escritor y activista.
- Yaroslav Halán, escritor y dramaturgo.
- María Kij, política.
- Jan Wyka, escritor y poeta.
- Roman Rosdolsky, historiador y politólogo.